# Алекса Пачич
Алекса Пачич (на сръбски: Алекса Пачић или Aleksa Pačić) e сръбски дипломат.

## Биография
Пачич е роден в 1832 година в Белград, Сърбия. Около 1850 година за нуждите на сръбската дипломация е изпратен в Цариград да учи турски език. Пачич освен турски овладява и гръцки и френски. От 1855 година е помощник за сръбски език на Княжеската канцелария. По-късно е секретар за турски език в Министерството на външните работи. В 1887 година при отварянето на Сръбското консулство в Скопие. На поста остава до септември 1887 година, след което поради болест се връща в Белград, където и умира на 1 февруари 1888 година.